# فلفلک ابروحنایی
فلفلک ابروحنایی (Cyclarhis gujanensis) یک پرنده گنجشک‌سان از تیرهٔ سرودخوانان است و اغلب در جنگل‌ها، لبه‌های جنگلی و کشت با برخی درختان بلند از مکزیک و ترینیداد در جنوب تا آرژانتین و اروگوئه رایج است.